# Roger Palmieri
Pour les articles homonymes, voir Palmieri.
Roger Palmieri, né le 21 mars 1902 à Courbevoie (Seine) et mort le 18 novembre 1991 à Nice, est un homme politique français.

## Biographie
En 1956, il est candidat aux législatives sous les couleurs du Rassemblement national français.
En 1962, il est suppléant de Pierre Devraigne, candidat du Centre républicain, dans la Vingt-deuxième circonscription de Paris.
En 1987, il devient vice-président de la Fédération nationale des indépendants.

## Détail des fonctions et des mandats
Mandat parlementaire
- 1er juillet 1987 - 24 juillet 1989 : Député européen